# Джеймс Айвъри
Джеймс Айвъри (на английски: James Ivory) е американски филмов режисьор, сценарист и продуцент, роден през 1928 година.
Световна известност носи дългогодишното сътрудничество на Айвъри с Исмаил Мърчънт и Рут Правер Джхабвала в създадената от тях продуцентска компания „Мърчънт Айвъри Продакшънс“. Филмите на агенцията им донасят многобройни номинации и шест награди „Оскар“ в различните категории. Самият Айвъри три пъти е номиниран за Оскар за най-добър режисьор за превърналите се в класически произведения „Стая с изглед“ (1985), „Имението Хауърдс Енд“ (1992) и „Остатъците от деня“ (1993). За същите заглавия той е номиниран и за престижната награда Златен глобус.

## Биография

### Образование
Роден е като Джеймс Франсис Айвъри на 7 юни 1928 г. в Бъркли, Калифорния, в семейството на Хали Милисент и Едуард Патрик Айвъри. През 1933 г. семейството се мести в градчето Кламат Фолс, щата Орегон, където баща му, който е завършил лесовъдство, купува дъскорезница в съдружие с друг инвеститор. Тук през 1946 г. Джеймс завършва гимназията „Klamath Union High School“. След дипломирането си той постъпва в школата за изкуства към Университета на Орегон със специалност архитектура, прехвърляйки се по-късно в по-общ курс по изкуство, получавайки бакалавърска степен през 1950 г. През следващата година Айвъри записва курс по филмова продукция към Университета на Южна Калифорния, където, след прекъсване за отбиване на военна служба, се дипломира през 1957 г. с магистърска степен по кинематография.

## Частична режисьорска филмография
| година | филм                      | оригинално заглавие                | бележки |
| ------ | ------------------------- | ---------------------------------- | --- |
| 1975   | Автобиография на принцеса | Autobiography of a Princess        | |
| 1977   | Роузланд                  | Roseland                           | |
| 1979   | Европейците               | The Europeans                      | |
| 1980   | Джейн Остин в Манхатън    | Jane Austen in Manhattan           | |
| 1981   | Квартет                   | Quartet                            | |
| 1983   | Жега и прах               | Heat and Dust                      | - номинация за награда БАФТА за режисура                                                                               |
| 1985   | Стая с изглед             | A Room with a View                 | - номинация за „Оскар“ за режисура - номинация за „Златен глобус“ за режисура - номинация за награда БАФТА за режисура |
| 1990   | Господин и госпожа Бридж  | Mr. and Mrs. Bridge                | |
| 1992   | Имението „Хауърдс Енд“    | Howards End                        | - номинация за „Оскар“ за режисура - номинация за „Златен глобус“ за режисура - номинация за награда БАФТА за режисура |
| 1993   | Остатъкът от деня         | The Remains of the Day             | - номинация за „Оскар“ за режисура - номинация за „Златен глобус“ за режисура                                          |
| 1995   | Джеферсън в Париж         | Jefferson in Paris                 | |
| 1996   | Да устоиш на Пикасо       | Surviving Picasso                  | |
| 2000   | Златният бокал            | The Golden Bowl                    | |
| 2003   | Разводът                  | Le Divorce                         | |
| 2005   | Бялата графиня            | The White Countess                 | |
| 2008   |                           | The City of Your Final Destination | |